# Villabuena del Puente
Villabuena del Puente es un municipio y localidad de España, en la provincia de Zamora, comunidad autónoma de Castilla y León.

## Ubicación
Villabuena se encuentra situado en el sureste de la provincia de Zamora, dentro de la comarca de La Guareña. Su término municipal linda al norte y oeste con Toro, al sur con La Bóveda de Toro y al este con Castronuño de la provincia de Valladolid.

## Historia

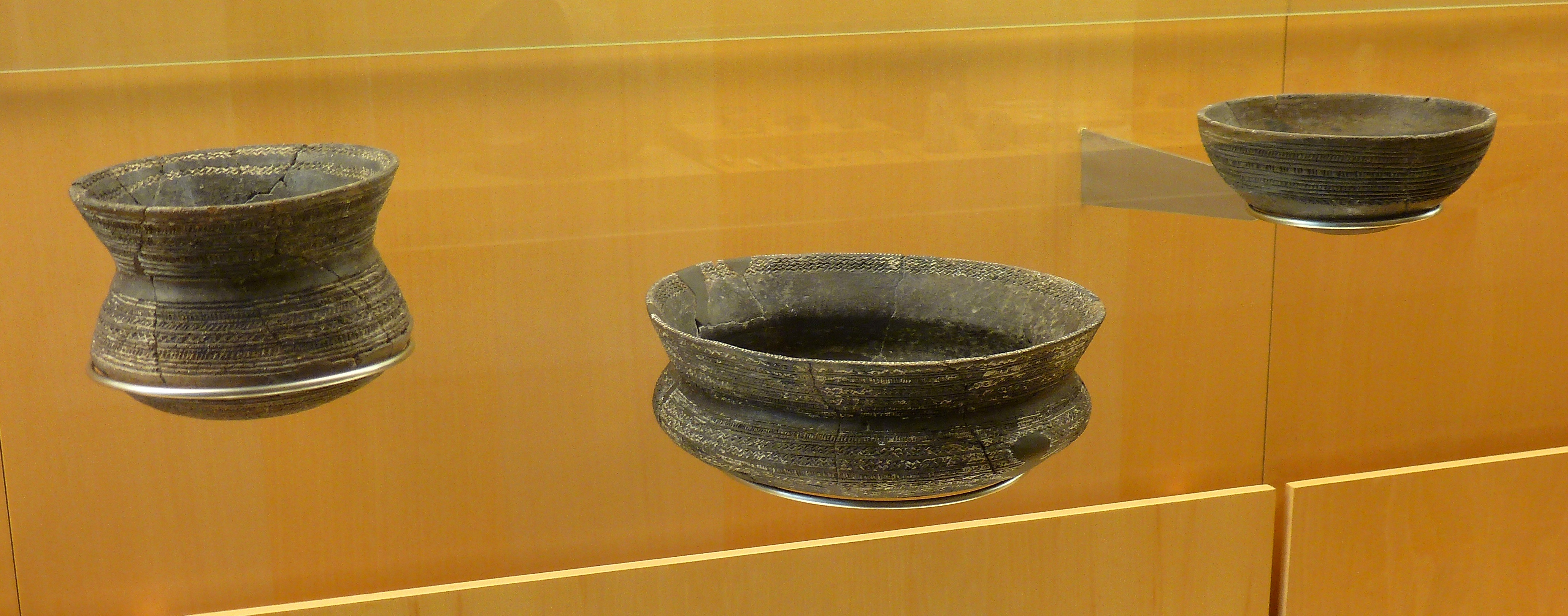
Vaso, cazuela y cuenco pertenecientes al ajuar campaniforme de Villabuena del Puente, uno de los más destacados de la península ibérica. Museo de Zamora.

Los orígenes de esta población se remontan cuando menos a la Edad del Bronce, como muestra el hallazgo de una tumba de la cultura del vaso campaniforme. Esta fosa fue descubierta en 1959 por un agricultor en el pago de «La Peña» del término municipal de Villabuena. En su interior se encontró el esqueleto de un varón adulto que estaba apoyado sobre su costado derecho, con las piernas flexionadas bajo el abdomen y las manos recogidas sobre la cabeza. Junto a él se halló el denominado «ajuar campaniforme de Villabuena» o «ajuar funerario de Villabuena», compuesto principalmente por tres vasijas propias de la cultura campaniforme (vaso, cazuela y cuenco) decorados con motivos geométricos y con incrustaciones de pasta blanca. Junto al esqueleto aparecieron otros enseres, como un puñal de cobre, una arandela de hueso de la empuñadura del puñal, un botón de hueso perforado en uve, un brazal de arquero y una cinta de oro ornamental. El ajuar pudo pertenecer a un líder o guerrero local de entre el 2900 y el 1600 antes de Cristo. El ajuar es conservado por el Museo de Zamora.
Durante la Edad Media Villabuena quedó integrado en el Reino de León, cuyos monarcas habrían acometido la repoblación de la localidad dentro del proceso repoblador llevado a cabo en la Guareña.
Ya en la Edad Moderna, Villabuena del Puente estuvo integrado en la provincia de Toro, dependiendo desde la Edad Media del arciprestazgo toresano, siendo desde las Cortes leonesas de 1188 una de las localidades representadas por la ciudad de Toro en Cortes.
No obstante, al reestructurarse las provincias y crearse las actuales en 1833, la localidad pasó a formar parte de la provincia de Zamora, dentro de la Región Leonesa, integrándose en 1834 en el partido judicial de Fuentesaúco, dependencia que se prolongó hasta 1983, cuando fue suprimido el mismo, integrándose esta localidad en el partido judicial de Toro.
Hasta la reforma de la nomenclatura municipal de 1916 el municipio se llamaba simplemente Villabuena. En dicha fecha su nombre fue modificado por el de Villabuena del Puente.

## Geografía humana

### Demografía
Cuenta con una población de 586 habitantes (INE 2024).

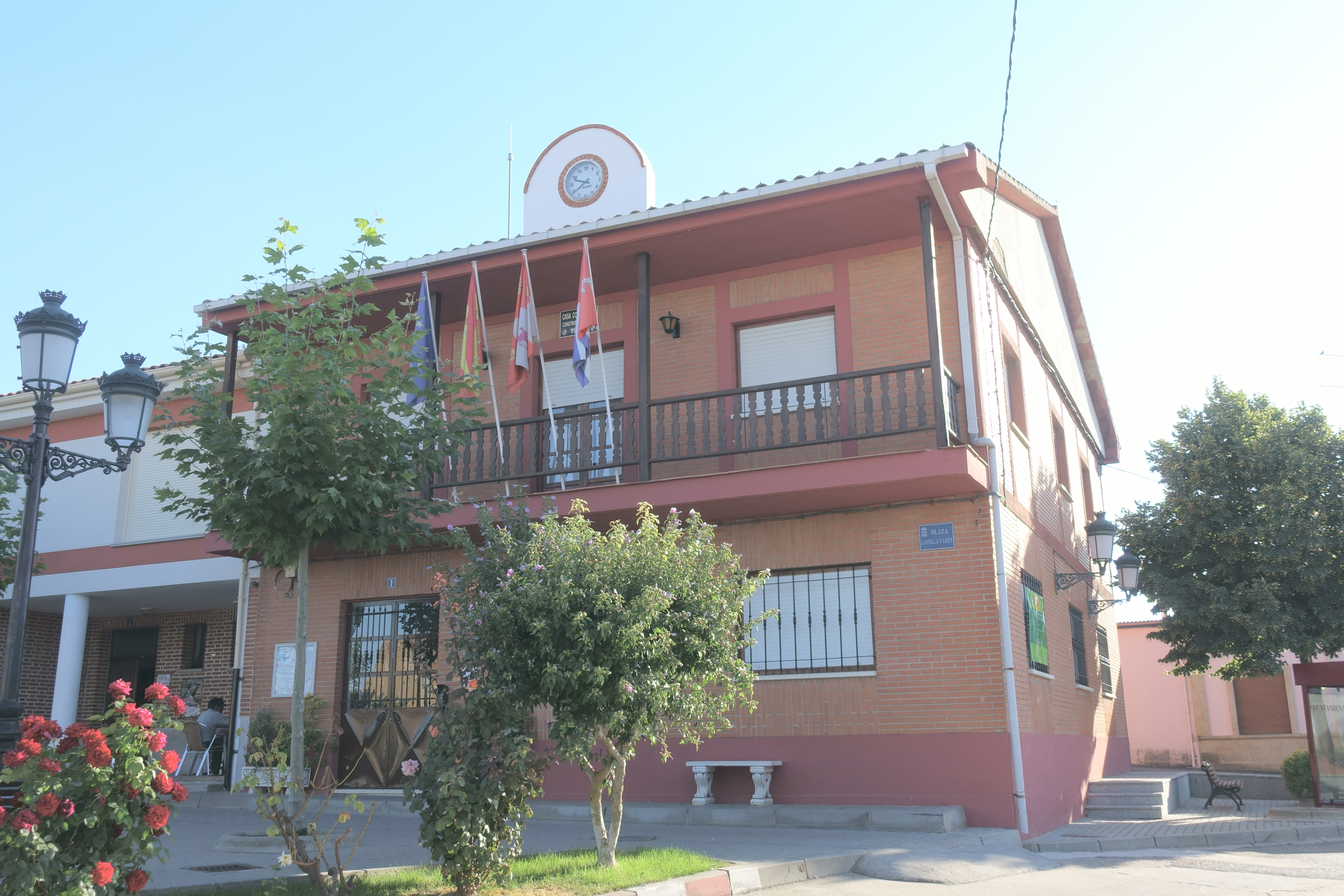
Casa consistorial.

| Gráfica de evolución demográfica de Villabuena del Puente entre 1842 y 2021 |
| |
| Población de derecho según los censos de población del INE Población de hecho según los censos de población del INEEn estos censos se denominaba Villabuena: 1842, 1857, 1860, 1877, 1887, 1897, 1900 y 1910 |

| 1126          | 1041 | 987 | 889 | 822 | 705 |
| (Fuente: INE) |      |     |     |     |     |

## Patrimonio
De entre su patrimonio, destacan especialmente su «iglesia parroquial de San Pedro» (renacentista del siglo XVI), el «puente romano» sobre el río Guareña que dio nombre a Villabuena y el yacimiento arqueológico de «La Peña» en el que fue hallado el «ajuar campaniforme de Villabuena». Desde La Peña se pueden obtener unas buenas panorámicas del paisaje de su entorno, paraje que en la actualidad dispone de una zona destinada a merendero.

## Fiestas
San Roque, el 16 de agosto, y el Lunes de Aguas son las fiestas más populosas de Villabuena, en especial la primera.
Este pueblo es conocido en su comarca por sus numerosas tradiciones taurinas, entre las que se incluyen las actuaciones de rejoneo, encierros por las calles, concurso de recortes, vaca del aguardiente y la popular suelta de vaquillas. En la festividad de Santiago Apóstol, es tradición que los villabuenenses realicen la siguiente petición al alcalde: «Otro toro, señor alcalde. Si no hay novillos, no hay baile y tampoco hay misa, porque los mozos no la precisan». Otra de sus tradiciones es la denominada «La Vaca» en la fiesta de los Quintos que se celebra a principios de febrero y el 1 de mayo y 1 de enero (finalizando su año de fiesta y comenzando lo nuevos quintos).Lunes de Aguas se celebra el segundo Lunes de Pascua, comenzando el viernes anterior y alargando la fiesta hasta el lunes, con verbenas, encierro y la popular procesión.
Villabuena también celebra la virgen del Rosario, el primer domingo de octubre, las Candelas el primer domingo de febrero y las Águedas el 5 de febrero.